# Unione Sportiva Imperia 1929-1930
Questa voce raccoglie le informazioni riguardanti l'Unione Sportiva Imperia nelle competizioni ufficiali della stagione 1929-1930.

## Stagione
"L'U.S. Imperia 1924 disputa il Campionato di Seconda Divisione con grandi ambizioni e, per la prima volta nella sua storia, gioca in Piemonte."
Al vertice societario c'è il Presidente Pietro Isnardi con al fianco il vice Presidente Quinto Daneri: la dirigenza neroazzurra individa il neo acquisto Ercole Carzino come guida della squadra affidandogli il ruolo di allenatore/giocatore ed allestisce una squadra con l'obbiettivo di vincere il campionato.
Durante l'anno la squadra trova la vittoria 14 volte in 20 incontri ufficiali disputati, con 64 gol realizzati e 17 subiti: si tratta, in termini numerici, del miglior attacco e della miglior difesa del torneo.
La squadra ottiene la vittoria matematica del campionato a tre giornate dal termine, con la vittoria sul campo dell'Entella.

## Rosa
| N. |                   | Ruolo | Calciatore          |
| -- | ----------------- | ----- | ------------------- |
|    | Italia (bandiera) | P     | Eliseo Gemelli      |
|    | Italia (bandiera) | D     | Angelo Cassaza      |
|    | Italia (bandiera) | D     | Michele De Candia   |
|    | Italia (bandiera) | D     | Adriano Stegani     |
|    | Italia (bandiera) | C     | Cagno               |
|    | Italia (bandiera) | C     | Ercole Carzino (II) |
|    | Italia (bandiera) | C     | Mario Anzi          |
|    | Italia (bandiera) | C     | Giuseppe Grosso I   |
|    | Italia (bandiera) | C     | Giacomo Bossano     |

| N. |                   | Ruolo | Calciatore                |
| -- | ----------------- | ----- | ------------------------- |
|    | Italia (bandiera) | C     | Giuseppe Grosso II        |
|    | Italia (bandiera) | C     | Pietro Repetto            |
|    | Italia (bandiera) | A     | Bartolomeo Poggi          |
|    | Italia (bandiera) | A     | Pietro Scevola (capitano) |
|    | Italia (bandiera) | A     | Paolo Geanesi             |
|    | Italia (bandiera) | A     | Ugo Magnetto              |
|    | Italia (bandiera) | A     | Filippini                 |
|    | Italia (bandiera) | A     | Martino De Maurizi        |

## Calciomercato
| Acquisti | Acquisti          | Acquisti     | Acquisti |
| R.       | Nome              | da           | Modalità |
| -------- | ----------------- | ------------ | -------- |
| D        | Angelo Cassaza    | Sconosciuta  | ?        |
| D        | Michele De Candia | Sconosciuta  | ?        |
| C        | Ercole Carzino    | La Dominante | ?        |
| C        | Giuseppe Grosso I |              | ?        |
| C        | Bartolomeo Poggi  | La Dominante | ?        |
| A        | Filippini         | Fanfulla     | ?        |

| Cessioni | Cessioni | Cessioni | Cessioni |
| R.       | Nome     | a        | Modalità |
| -------- | -------- | -------- | -------- |

## Statistiche

### Statistiche dei giocatori
| Giocatore       | Seconda divisione | Seconda divisione |
| Giocatore       | Presenze          | Reti              |
| --------------- | ----------------- | ----------------- |
| M. Anzi         | 9+                | 0                 |
| G. Bossano      | 5+                | 0                 |
| Cagno           | 7+                | 3                 |
| E. Carzino (II) | 21                | 3                 |
| A. Cassaza      | 7+                | 2                 |
| M. De Maurizi   | 7+                | 8+                |
| M. De Candia    | 1+                | 2                 |
| Filippini       | 8+                | 2                 |
| P. Geanesi      | 12+               | 6                 |
| E. Gemelli      | 23                | -17               |
| G. Grosso (II)  | 2                 | 0                 |
| G. Grosso (I)   | 1                 | 0                 |
| U. Magnetto     | 5                 | 2                 |
| B. Poggi        | 18                | 21                |
| P. Repetto      | 7+                | 0                 |
| P. Scevola      | 18                | 3                 |
| A. Stegani      | 12+               | 0                 |